# Microplexia elegans
Microplexia elegans là một loài bướm đêm trong họ Noctuidae.